# Karlsdorf-Neuthard
Karlsdorf-Neuthard település Németországban, azon belül Baden-Württembergben. Lakosainak száma 10 918 fő (2023. december 31.).

## Népesség
A település népessége az elmúlt években az alábbi módon változott:
| Lakosok száma | 5590 | 6550 | 7442 | 7461 | 7994 | 8704 | 9160 | 9604 | 10 022 | 10 918 |
|               | 1961 | 1967 | 1974 | 1980 | 1987 | 1993 | 2000 | 2006 | 2013   | 2023   |

## Fekvése
Karlsdorf-Neuthard hat kilométerre nyugatra fekszik Bruchsaltól és 18 kilométerre északkeletre Karlsruhétól. Keresztülfolyik rajta a Saalbach.

## Fordítás
- Ez a szócikk részben vagy egészben  a   Karlsdorf-Neuthard című német Wikipédia-szócikk fordításán alapul.  Az eredeti cikk szerkesztőit annak laptörténete sorolja fel. Ez a jelzés csupán a megfogalmazás eredetét és a szerzői jogokat jelzi, nem szolgál a cikkben szereplő információk forrásmegjelöléseként.